# San Antonio Este
San Antonio Este is een plaats in het Argentijnse bestuurlijke gebied San Antonio in de provincie Río Negro. De plaats telt 280 inwoners.

## Galerij

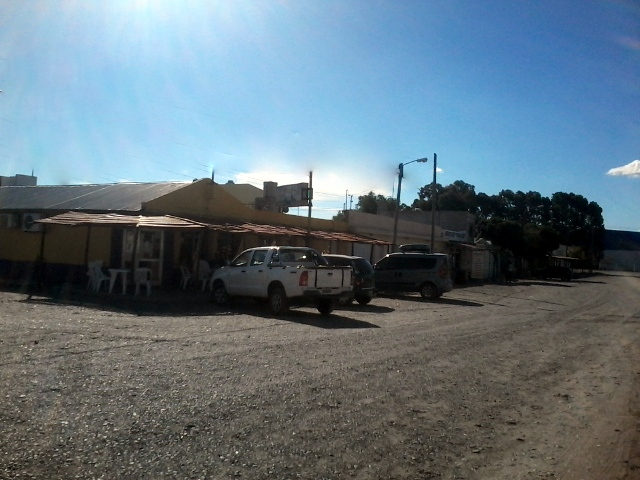
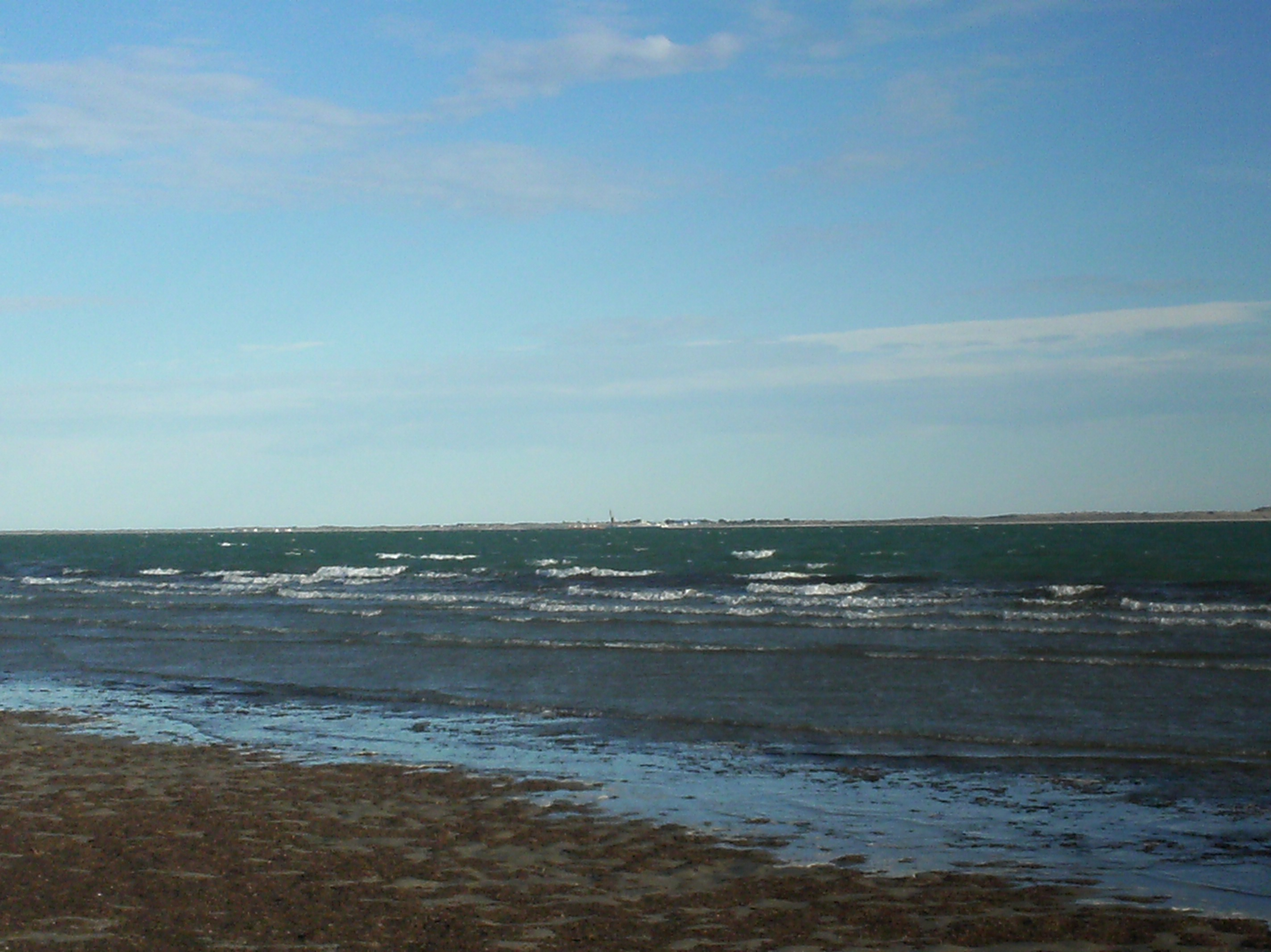
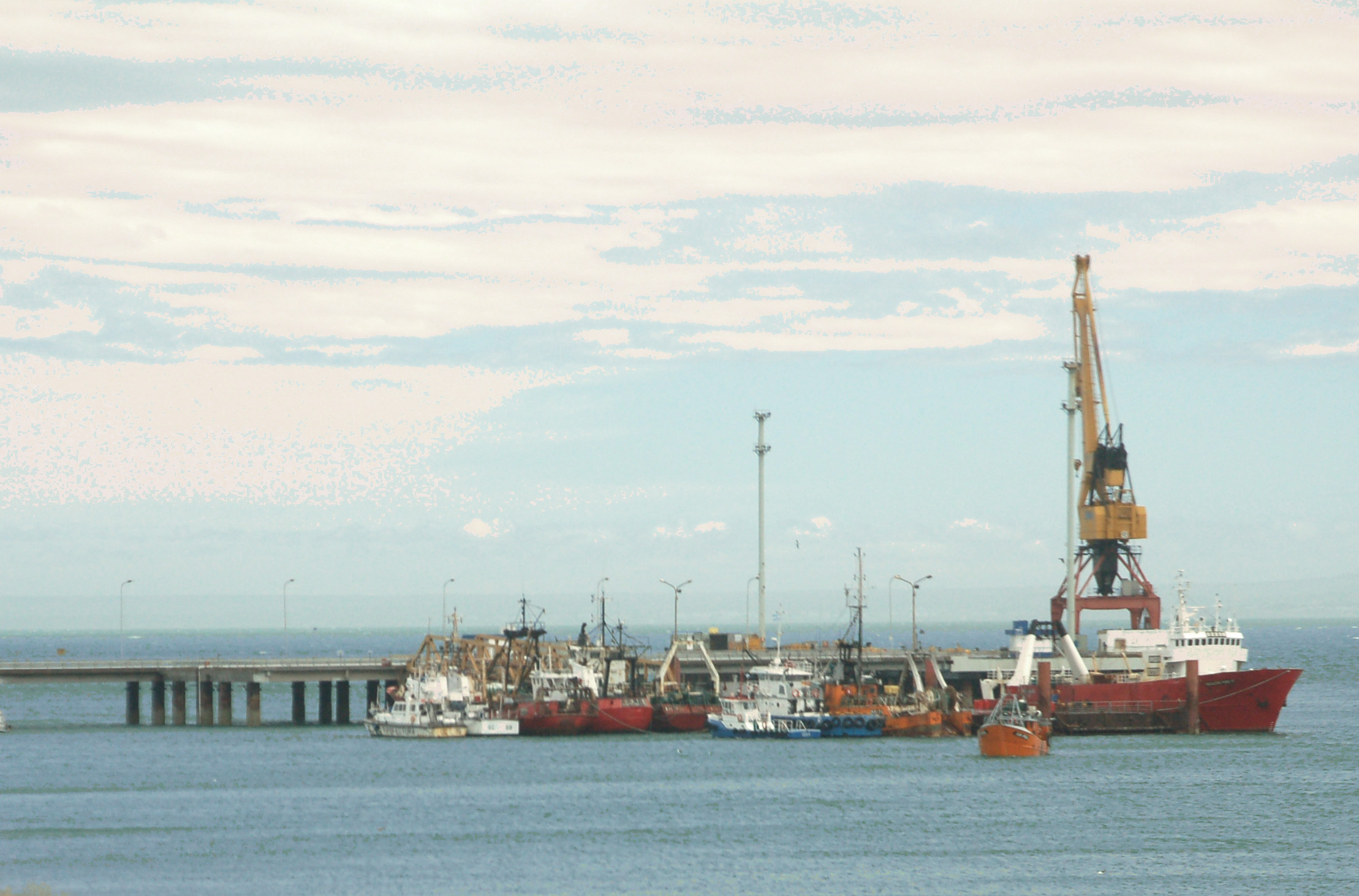
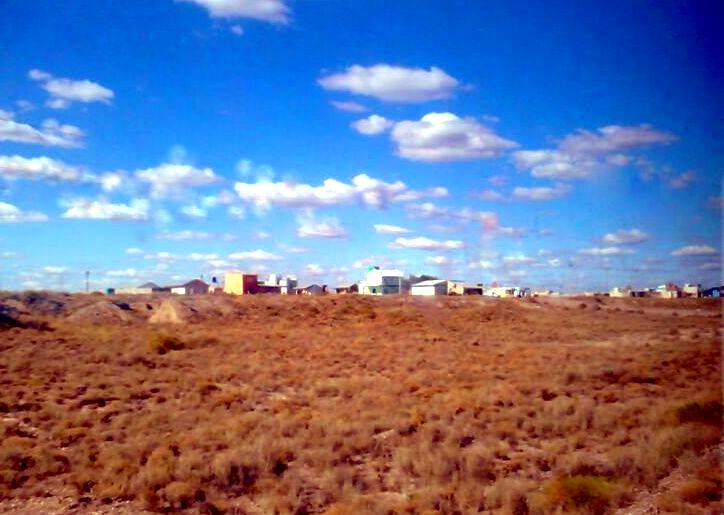